# Relic Hunter
Relic Hunter è una serie televisiva canadese d'avventura avente per tema l'archeologia misteriosa, i cui attori protagonisti sono Tia Carrere e Christien Anholt.
L'attrice Lindy Booth ha partecipato per le prime due stagioni, e Tanya Reichert l'ha sostituita nella terza. La serie è andata in onda per tre stagioni negli Stati Uniti, dal 1999 al 2002. In Italia è stata trasmessa su Italia 1 dal 2001 al 2003, nell'agosto 2016 è stata replicata su Paramount Channel nel formato panoramico 16:9; da agosto 2019 è in onda su Spike, mentre da febbraio 2020 è in onda su Prime Video.

## Panoramica e temi
Relic Hunter segue le avventure di un'eterodossa archeologa e docente americana, di nome Sydney Fox (Tia Carrere) e del suo assistente ricercatore inglese Nigel Bailey (Christien Anholt). I due sono assistiti dalla loro base, una generica università americana identificata solo come Trinity College, da Claudia, una segretaria-studentessa frivola e ingenua ma benintenzionata (Lindy Booth), viziata figlia di uno dei maggiori finanziatori del campus, anche se ogni tanto viene sostituita da Lynette. Il personaggio di Claudia è sostituito nella terza stagione da Karen Petrushky (Tanya Reichert), più responsabile e capace di Claudia nel fronteggiare le situazioni difficili e di natura burocratica. 
Nell'universo nel quale la serie è ambientata, i mercenari e gli accademici, conosciuti al mondo come "cacciatori di reliquie" (relic hunters, appunto), competono l'uno contro l'altro alla ricerca di manufatti di importanza storico-culturale unica. Sydney è una cacciatrice di reliquie particolarmente dotata e le sue esperienze e capacità sono costantemente ricercate sia dagli amici e colleghi, sia dagli avversari. Ogni episodio inizia mostrando un antefatto del passato che riguarda la reliquia da trovare, poi Sidney e Nigel vengono contattati per ritrovarlo e vanno alla ricerca del reperto, assicurandosi che non finisca nelle mani dei cacciatori di reliquie avversari (con alcuni dei quali Sydney ha avuto delle storie romantiche finite male). Anche grazie alle padronanza delle arti marziali di Sidney, la missione viene portata a termine e gli oggetti ritrovati possono essere donati ai musei per preservarne la memoria storica.
Le trame in Relic Hunter si prendono spesso grandi libertà artistiche: personaggi e aneddoti storici sono spesso romanzati e vi è inoltre una tendenza verso l'elemento soprannaturale a partire dalla seconda stagione, ma già presente anche nella prima. La serie fu dichiaratamente ispirata dal successo del videogioco Tomb Raider.

## Personaggi ed interpreti
- Sydney Fox, interpretata da Tia Carrere. Protagonista cacciatrice di reliquie e professoressa al Trinity College, è nata alle Hawaii. Da ciò che si può dedurre dai vari episodi, avrebbe ereditato le sembianze asiatiche da parte materna: sua madre sarebbe morta quando aveva undici anni (come riferito nell'ultimo episodio Il mistero di Stonehenge), mentre suo padre è apparso solamente in un episodio, interpretato dall'ex giocatore di football e attore Fred Dryer. È abile nelle arti marziali e tutti, amici e nemici, la contattano per ritrovare antichi reperti.
- Nigel Bailey, interpretato da Christien Anholt. Assistente di Sydney e co-protagonista, è un giovane ricercatore fresco di laurea che nell'episodio pilota è appena arrivato dal Regno Unito dopo aver accettato la proposta di lavoro di Sidney; un po' impacciato, segue sempre quello che fa Sydney ed è un fedele e preparato aiutante. Durante le tre stagioni prova interesse per diverse donne, tra cui (inizialmente) Karen, tranne che per Sydney e Claudia.
- Claudia, interpretata da Lindy Booth. Segretaria di Sydney nelle prime due stagioni, è una ragazza sulla ventina d'anni figlia di uno dei maggiori finanziatori del campus, motivo che le ha permesso di ottenere il lavoro di segretaria. Stravagante, frivola e ingenua, ma benintenzionata e all'occorrenza volenterosa, aiuta a volte Sydney e Nigel con le loro imprese. Nella terza stagione riesce a entrare nel mondo della moda venendo sostituita da Karen.
- Karen Petrusky, interpretata da Tanya Reichert. Segretaria di Sydney nella terza stagione, sostituisce Claudia. Più matura ed efficiente di quest'ultima, anche lei aiuta i due archeologi.

## Ambientazione
Le scene del Trinity College sono state filmate al St. George Campus, nella sede centrale presso l'Università di Toronto, in Canada. I luoghi di riferimento del campus, ben presenti in tutta la serie, comprendono il Victoria College e la Soldier's Tower (direttamente adiacente alla Hart House). Benché il telefilm sia ambientato in moltissimi luoghi del mondo, la maggior parte delle scene sono state girate in Canada.

## Episodi
La serie è composta da tre stagioni per complessivi sessantasei episodi, 22 per ogni stagione.
| Stagione         | Episodi | Prima TV originale | Prima TV Italia |
| ---------------- | ------- | ------------------ | --------------- |
| Prima stagione   | 22      | 1999-2000          | 2001            |
| Seconda stagione | 22      | 2000-2001          | 2001            |
| Terza stagione   | 22      | 2001-2002          | 2003            |

## Versioni internazionali
Negli altri paesi il telefilm è stato intitolato in modi diversi:
- Brasile: Caçadora de Reliquias (Rede Record)
- Canada: Relic Hunter (Sky One)
- Finlandia: Aarteenmetsästäjä (Nelonen)
- Francia: Sydney Fox l'aventurière (M6)
- Germania: Relic Hunter - Die Schatzjägerin (Pro7 e ATV+)
- Irlanda: Relic Hunter (Sky One)
- Repubblica Ceca: Lovci pokladů (Nova)
- Regno Unito: Relic Hunter (Sky One)
- Slovacchia: Lovkyňa Tajomstiev (Markíza e Joj)
- Spagna: Cazatesoros (Telecinco)
- Svezia: Kultjägarna (Kanal 5)
- Ungheria: Az elveszett ereklyék fosztogatói (TV2 e AXN)

## Doppiaggio
L'edizione italiana del telefilm è curata da Sandro Fedele per Mediaset. Il doppiaggio è stato eseguito presso la ETS.